# نادي ساو باولو
نادي ساو باولو لكرة القدم (بالبرتغالية: São Paulo Futebol Clube‏) هو نادي كرة قدم برازيلي تأسس بتاريخ 25 يناير 1930. ويعد من أقوى الأندية في البرازيل وأمريكا الجنوبية.
فاز بكوبا ليبرتادوريس 3 مرات أعوام 1992 و1993 و2005. كما حقق كأس العالم للأندية لكرة القدم التي أقيمت في اليابان في ديسمبر 2005م بعد تغلبه على نادي ليفربول الإنجليزي.
يعد الحارس البرازيلي روجيريو سيني هو أكثر اللاعبين مشاركة في مباريات النادي برصيد 1238 مباراة بينما يعد سيرجينيو تشولابا هو الهداف التاريخي للنادي برصيد 242 هدفاً.

## وصلات خارجية
- الموقع الرسمي (بالبرتغالية)